# Премия RU.TV 2018
VIII премия вручения Русской Музыкальной Премии телеканала RU.TV 2018 — восьмая музыкальная премия телеканала RU.TV. Церемония вручения проходила 26 мая 2018 года в московском концертном зале Crocus City Hall.
Ведущими премии стали Анна Седокова и Александр Ревва, а также Юлианна Караулова с Алексеем Воробьёвым.

## Голосование
12 апреля 2018 года в прямом эфире телеканала RU.TV были объявлены имена ведущих, а также номинации и кто на них номинирован. Голосование продлилось с 24 апреля по 25 мая 2018 года включительно. Голоса были подсчитаны и подведены итоги, результаты оглашены в прямом эфире телеканала RU.TV 26 мая 2018 года.

## Выступления
| Исполнитель               | Песня                  |
| ------------------------- | ---------------------- |
| «Руки Вверх!»             | «Ты плачешь в темноте» |
| Николай Басков и «Queens» | «Мой король»           |
| Зара                      | «Я лечу»               |
| Сергей Лазарев            | «Так красиво»          |
| ЮрКисс                    | «Лишь она»             |
| Макс Барских              | «Моя любовь»           |
| Елена Север               | «Я схожу с ума»        |
| Артур Пирожков            | «Чика»                 |
| Полина Гагарина           | «Обезоружена»          |
| ВладиМир                  | «Только мне решать»    |
| «Serebro»                 | «Между нами любовь»    |
| Alekseev                  | «Навсегда»             |
| «Artik & Asti»            | «Неделимы»             |
| Егор Крид                 | «Потрачу»              |
| Ани Лорак                 | «Ты ещё любишь»        |
| Jah Khalib                | «Лейла»                |
| Вера Брежнева             | «Ты мой человек»       |
| «Sankt Petersburg»        | «Родина футбола»       |

## Номинации
Победители отмечены галочкой.
| Лучший старт | Лучший дуэт |
| --- | --- |
| - NK — «Это моя ночь» - «GAZIROVKA» — «Black» - Элджей feat. Feduk — «Розовое вино» - Мальбэк feat. Сюзанна — «Гипнозы» - T-Fest — «Улети»                         | - Николай Басков и «Queens» — «Мой Король» - Егор Крид & MOLLY — «Если ты меня не любишь» - Dan Balan & Вера Брежнева — «Наше Лето» - Максим Фадеев & Григорий Лепс — «Орлы или вороны» - Стас Михайлов и Елена Север — «Не зови, не слышу»                                         |
| Лучшее концертное шоу | Кино и Музыка |
| - LOBODA— «H2LO» - Ани Лорак — «DIVA» - Зара — «Душа» - Наргиз — «Вдвоём» - Полина Гагарина с симфоническим оркестром в Кремле                                     | - «Моя Мишель» — «Ты мне нравишься» (OST «Про любовь. Только для взрослых») - Антон Беляев — «Лететь» (OST «Лёд») - «Би-2» — «Ля-ля тополя» (OST «О чём говорят мужчины. Продолжение») - Леонид Агутин — «Две минуты жизни» (OST «Рубеж») - Ёлка — «А я тебя нет» (OST «Оптимисты») |
| Лучший рок-проект | Лучший певец |
| - «Ночные Снайперы» и Диана Арбенина - «Sankt Petersburg» - «Би-2» - Наргиз - «Ленинград»                                                                          | - ALEKSEEV - Сергей Лазарев - Егор Крид - Валерий Меладзе - Макс Барских |
| Звезда танцпола | Видео на выезде |
| - «IOWA» — «Плохо танцевать» - MONATIK — «Vitamin D» - Элджей & Feduk — «Розовое вино» - Стас Костюшкин («A-DESSA») — «Всё ровно» - Артур Пирожков — «Либо любовь» | - Диана Арбенина и «Ночные Снайперы» — «Разбуди меня» (Португалия) - DONI feat. Сати Казанова — «Я украду» (Турция) - Зара — «Мир вашему дому» (Португалия) - Джиган — «Больше, чем жизнь» (Испания) - Егор Крид — «Потрачу» (ОАЭ)                                                  |
| Лучшая группа | Самое сексуальное видео |
| - «Градусы» - «SEREBRO» - «ARTIK & ASTI» - «Руки Вверх» - «Время и Стекло»                                                                                         | - Фабрика feat. ЛОVI — «Бабочки» - Анна Седокова — «Увлечение» - «SEREBRO» — «В космосе» - Ольга Бузова — «Неправильная» - Елена Темникова — «Вдох» |
| Лучшая певица | Лучший Хип-Хоп проект |
| - LOBODA - Ани Лорак - Зара - Ёлка - Полина Гагарина | - Баста - Jah Khalib - ST - Элджей - L’One |
| Лучшая песня | Лучший видеоклип |
| - Полина Гагарина — «Обезоружена» - Элджей & Feduk — «Розовое вино» - Burito — «По волнам» - Сергей Лазарев — «Так красиво» - Ани Лорак — «Ты ещё любишь»          | - Вера Брежнева — «Ты мой человек» - Макс Барских — «Моя любовь» - LOBODA — «Парень» - Валерий Меладзе — «Свобода или сладкий плен» - «Время и Стекло» — «Тролль» |
| Специальные номинации | |
| - «Ольга Бузова года» — Ольга Бузова — «Мало половин» - «Артист года» — «А’Студио» - «Фан или Профан» — Егор Крид                                                  | |